# بئر أهاب
بئر أهاب إحدى آبار المدينة المنورة ، وتعرف ببئر زمزم تبركا وتيمنا باسم زمزم، تقع البئر في الحرة الغربية وكانت لسعد بن عثمان، وقد روى أحمد بن حنبل في مسنده: خرج حتى أتى بئر أهاب فقال: يوشك أن يأتي البنيان هذا المكان.

## ما ذكره المؤرخون

### المغانم المطابة في معالم طابة
- بئر إهَاب:[3] بئر بالحَرَّة: عن محمد بن عبد الرحمن، أن النبي ﷺ أتى بئر إهاب بالحَرَّة، وهي يومئذ لسعد بن عثمان فوجد [ابنه] عبادة بن سعد مربوطاً بين القرنين يَفْتِلُ، فانصرف رسول الله ﷺ، فلم يلبث سعدٌ أن جاء، فقال لابنه: هل جاءك أحد؟ قال: نعم، ووصف له صفة رسول الله صلى الله عليه وسلم، فقال: ذلك رسول الله صلى الله عليه وسلم، فحلَّه وقال: الحقه، فخرج عُبادة، حتى لَحِقَ برسول الله صلى الله عليه وسلم [فمسح رسولُ الله صلى الله عليه وسلم على رأس عُبادة، وبَرَّك فيه. قال:] فمات وهو ابن ثمانين [وما شاب]، قال: وبصق رسول الله صلى الله عليه وسلم في بئرها.

قال: وقال سعد بن عثمان [لولده]: لو أعلم أنكم لا تبيعونَها لقُبرت فيها، فاشترى نصفها إسماعيل بن الوليد بن هشام بن إسماعيل بن هشام بن الوليد بن المغيرة، وابتنى عليها قصره الذي بالحرة مقابل حوض ابن هشام، وابتاع النصفَ الآخر إسماعيلُ بن أيوب بن سلمة بن هشام، وتصدّق بها.
ج2/831
- زَمْزَمُ: بئرٌ بالمدينة، على يمين السَّالك إلى بئر عليٍّ رضي الله عنه، المحرم، بعيدة عن الجادَّة قليلاً في سَنَدٍ من الحَرَّة، وحُوِّط حولها ببناء مُجَّصص، وكان على شفيرها حوض من حجارة تكسَّرَ، لم يزل أهل المدينة ينزلون بها، وينقل منها إلى الآفاق، كما ينقل من زمزم مكَّةَ، ولا يعرف فيها أثر، وهي بالقرب من البئر التي تعرف بِسُقيا سعد.

قال الشيخ جمال الدين المطريُّ: ولا تعرف أهي السُّقيا الأولى لقربها من الطَّريق، أم هذه؟ لتواتر التَّبرُّك بها. قال: ولعلَّها البئرُ التي احتفرتها فاطمة بنت الحسين بن علي، زوج الحسن بن الحسن بن علي، حين خرجت من بيت جدِّتها فاطمة الكبرى في أيام الوليد، لما أمر بإدخال الحجرات وبيت فاطمة في المسجد، فإنَّها بنَتْ دارها بالحرَّة وأمرت بحفر بئر فيها، فطلع لهم جبل وأَكْدَوا، فذكروا لها، فتوضَّأت وصلَّت ودعت، ورشَّت موضع البئر بفضل وَضوئها، وأمرتهم فحفروا فبلغوا الماء بسرعة، فالظاهر أنها هذه السقيا الأولى. والله أعلم.

### تاريخ معالم المدينة المنورة قديماً وحديثاً
بئر أهاب أو بئر زمزم:.
- لابن زبالة عن محمد بن عبد الرحمن: «أن رسول الله أتى بئر أهاب، ـ وتعرف اليوم ببئر زمزم بالحرة الغربية وكانت لسعد بن عثمان ـ فأتاها رسول الله فوجد عبادة بن سعد مربوطاً بين القرنين أي بين قرني البئر فانصرف رسول الله فلم يلبث سعد أن جاء فقال لابنه: هل جاءك أحد؟ قال: نعم جاءني رجل ووصف له صفة رسول الله فقال: ذاك رسول الله الحقه وحله فخرج عبادة حتى لحق رسول الله فمسح رسول الله على رأس عبادة ودعا له بالبركة فمات وهو ابن ثمانين وما شاب. وقال: وبصق رسول الله في بئرها»، قال: وقال سعد بن عثمان لابنه: لو أعلم أنكم لا تبيعونها لقبرت فيها فاشترى نصفها إسماعيل بن الوليد بن هشام بن إسماعيل وابتنى عليها قصره الذي بالحرة الغربية مقابل حوض ابن هشام وابتاع نصفها الآخر إسماعيل بن أيوب بن سلمة.
- وفي حديث أحمد: «خرج حتى أتى بئر أهاب فقال يوشك أن يأتي البنيان هذا المكان». وهي بالحرة الغربية كما ذكره ابن زبالة، غير أنها لا تعرف اليوم بهذا الاسم وهي تعرف اليوم ببئر زمزم كما ذكرنا في أول البحث وعندها بطرف جدار الحديقة القبلي الذي بجانبها آثار بناء قديم كان مبنياً عليها، وأعتقد أنه قصر إسماعيل بن الوليد، وسبب تسميتها بزمزم هو تبركاً باسم زمزم فقط والله أعلم.

### أخبار المدينة لمحمد بن الحسن ابن زبالة
5 - بئر إهاب: 
- روى ابن زبالة عن محمد بن عبد الرحمن أن رسول الله صلى الله عليه وسلم أتى بئر إهاب بالحرة وهي يومئذ لسعد بن عثمان، فوجد ابنه عبادة بن سعد مربوطاً بين القرنين يفتل، فانصرف رسول الله صلى الله عليه وسلم، فلم يلبث سعد أن جاء فقال لابنه: هل جاءك أحد ؟ قال: نعم ووصف له صفة رسول الله صلى الله عليه وسلم، فقال: ذاك رسول الله صلى الله عليه وسلم فالحقه، وحلّه، فخرج عبادة حتى لحق رسول الله صلى الله عليه وسلم، فمسح رسول الله صلى الله عليه وسلم على رأس عبادة وبرك فيه، قال: فمات وهو ابن ثمانين وما شاب، قال: وبصق رسول الله صلى الله عليه وسلم في بئرها.[5]

### تاريخ مكة المشرفة والمسجد الحرام والمدينة الشريفة والقبر الشريف
ومنها بئر أخرى إذا وقفت على هذه المذكورة وأنت على جادة الطريق وهي على يسارك كانت هذه على يمينك ولكنها بعيدة عن الطريق قليلاً، وهي في سند من الحرة قد حوط حولها بناء مجصص وكان على شفيرها حوض من حجارة لم تزل أهل المدينة قديماً يتبركون بها ويشربون من مائها وينقل إلى الآفاق منها كما ينقل ماء زمزم، ويسمونها زمزم أيضاً لبركتها، قال: ولم أعلم أحداً ذكر منها أحداً يعتمد عليه والله أعلم أيتهما هي السفلى الأولى لقربها من الطريق أم هذه لتواتر البركة فيها. قال عفيف الدين المرجاني: ويمكن أن يكون تسميتهم إياها زمزم لكثرة مائها يقال: ماء زمزم لكثرة مائها أي كثير.
قال الشيخ جمال الدين: أو لعلها البئر التي احتفرتها فاطمة بنت الحسين بن علي زوجة الحسن بن الحسن بن علي رضي الله عنهم حين أخرجت من بيت جدتها فاطمة الكبرى أيام الوليد بن عبد الملك حين أمر بإدخال حجر أزواج رسول الله صلى الله عليه وسلم وبيت فاطمة رضي الله عنهن في المسجد، فإنها بنت دارها في الحرة وأمرت بحفر بئر فيها، فطلع لهم جبل فذكروا ذلك لها، فتوضأت وصلت ركعتين ودعت ورشت موضع البئر بفضل وضوئها، وأمرتهم فحفروا فلم يتوقف عليهم من الجبل شيء حتى ظهر الماء. قال الشيخ جمال الدين: والظاهر أنها هذه، وأن السقيا هي الأولى؛ لأنها على جادة الطريق وهو الأقرب. والله أعلم.

### الجواهر الثمينة في محاسن المدينة
ومن محاسن النقا: زمزم فإنها حديقة ذات أشجار ونخيل، وعمارة تناحت في ساحتها الأطيار. قال في «الوفاء»: بئر إهاب بصق فيها النبي ﷺ - وهي بئر زمزم، ولم يزل أهل المدينة قديماً وحديثاً يتبركون بها، وينقلون إلى الآفاق من مائها. وفيه بئر فاطمة بنت الحسين بن علي بن أبي طالب - رضي الله تعالى عنهم وأرضاهم - احتفرتها لما خرجت من بيت جدتها فاطمة الزهراء - رضي الله تعالى عنها - وهي الآن من أحسن الحدائق الخضرة النضرة، ذوات الأشجار الأنيقة النضرة، وماؤها ليس بالعذب الخالص، وما أحسن ما قال:
أكرم بزمزم إذ غدا متفجراً بمعين ما للمفاسد يصلح
حاوي الملاحة والعذوبة والشفاء فذلك يحلو للقلوب ويملح 
ولأبي العلاء سليمان المعري فيما يقال:
لك الحمد أمواه البلاد بأسرها عذاب وخصت بالملوحة زمزم
وفي الخبر: «لا تقوم الساعة حتى تبلغ المساكن إهاب» وفي رواية: «لا تقوم الساعة حتى يبلغ البناء شجرة ذي الحليفة» وهي على ستة أميال من المدينة. وقال الأسدي: خمسة أميال ونصف ميل.

### المغانم المطابة في معالم طابة
بئر إهَاب: بئر بالحَرَّة.
- عن محمد بن عبد الرحمن، أن النبي ﷺ أتى بئر إهاب بالحَرَّة، وهي يومئذ لسعد بن عثمان فوجد [ابنه] عبادة بن سعد مربوطاً بين القرنين يَفْتِلُ، فانصرف رسولُ الله صلى الله عليه وسلم، فلم يلبث سعدٌ أن جاء، فقال لابنه: هل جاءك أحد؟ قال: نعم، ووصف له صفة رسول الله صلى الله عليه وسلم، فقال: ذلك رسول الله صلى الله عليه وسلم، فحلَّه وقال: الحقه، فخرج عُبادة، حتى لَحِقَ برسول الله ﷺ [فمسح رسول الله ﷺعلى رأس عُبادة، وبَرَّك فيه. قال:] فمات وهو ابن ثمانين “وما شاب”، قال: وبصق رسول الله ﷺ في بئرها.

قال: وقال سعد بن عثمان “لولده”: لو أعلم أنكم لا تبيعونَها لقُبرت فيها، فاشترى نصفها إسماعيل بن الوليد بن هشام بن إسماعيل بن هشام بن الوليد بن المغيرة، وابتنى عليها قصره الذي بالحرة مقابل حوض ابن هشام، وابتاع النصفَ الآخر إسماعيلُ بن أيوب بن سلمة بن هشام، وتصدّق بها.
ج2/831
زَمْزَمُ: بئرٌ بالمدينة، على يمين السَّالك إلى بئر عليٍّ رضي الله عنه، المحرم، بعيدة عن الجادَّة قليلاً في سَنَدٍ من الحَرَّة، وحُوِّط حولها ببناء مُجَّصص، وكان على شفيرها حوض من حجارة تكسَّرَ، لم يزل أهل المدينة ينزلون بها، وينقل منها إلى الآفاق، كما ينقل من زمزم مكَّةَ، ولا يعرف فيها أثر، وهي بالقرب من البئر التي تعرف بِسُقيا سعد.
قال الشيخ جمال الدين المطريُّ: ولا تعرف أهي السُّقيا الأولى لقربها من الطَّريق، أم هذه؟ لتواتر التَّبرُّك بها. قال: ولعلَّها البئرُ التي احتفرتها فاطمة بنت الحسين بن علي، زوج الحسن بن الحسن بن علي، حين خرجت من بيت جدِّتها فاطمة الكبرى في أيام الوليد، لما أمر بإدخال الحجرات وبيت فاطمة في المسجد، فإنَّها بنَتْ دارها بالحرَّة وأمرت بحفر بئر فيها، فطلع لهم جبل وأَكْدَوا، فذكروا لها، فتوضَّأت وصلَّت ودعت، ورشَّت موضع البئر بفضل وَضوئها، وأمرتهم فحفروا فبلغوا الماء بسرعة، فالظاهر أنها هذه السقيا الأولى. والله أعلم.

### عمدة الأخبار
بئر إهاب:  عن محمد بن عبد الرحمن أن النبي ﷺ أتى إهاب بالحرة وهي يومئذٍ لسعد بن عثمان فوجد ابنه عبادة بن سعد مربوطاً بين القرنين يفتل فانصرف رسول الله صلى الله عليه وسلم فلم يلبث سعد أن جاء فقال لابنه: هل جاءك أحد؟ قال: نعم! ووصف له ضيفه رسول الله صلى الله عليه وسلم فقال: ذاك رسول الله صلى الله عليه الصلاة والسلام فحله وقال: الحقه فخرج عبادة حتى لحق رسول الله صلى الله عليه وسلم الحديث فمسح رسول الله صلى الله عليه وسلم على رأس عبادة وبارك فيه قال: فمات وهو ابن ثمانين سنة وما شاب. قال: وبصق رسول الله صلى الله عليه وسلم في بئرها، وقال سعد بن عثمان لابنه: لو أعلم أنكم لا تبيعونها لقبرت فيها فاشترى نصفها إسماعيل بن الوليد بن هشام بن إسماعيل وابتنى بها قصره الذي بالحرة مقابل حوض ابن هشام وابتاع نصفها الآخر إسماعيل بن أيوب بن سلمة، وسبق في حديث أحمد خرج حتى أتى بئر إهاب فقال: يوشك أن يأتي البنيان هذا المكان، وهي بالحرة الغربية كما يؤخذ من كلام ابن زبالة غير أنها لا تعرف اليوم بهذا الاسم، ويتلخص مما ذكرناه في الأصل أنها المعروفة اليوم بزمزم وعندها بطرف جدار الحديقة القبلي الذي بجانبها آثار بناء قديم كان مبنياً عليها الظاهر أنه قصر إسماعيل بن الوليد وقد قال المطري: ولم يزل أهل المدينة قديماً وحديثاً يتبركون بها وينقلون إلى الآفاق من مائها كما ينقل من زمزم يسمونها أيضاً من زمزم لبركتها. قلت: ويتعجب منه كيف يقول ذلك مع أن الظاهر أنها بئر فاطمة بنت الحسين التي احتفرتها لما خرجت من بيت جدتها فاطمة الكبرى واشتراها ابن هشام لأنه لقي موضع حفيرته بالحوض جبلاً وكأنه لم يتحرر للمطري أن بئر إهاب في هذه الجهة انتهى خلاصة الوفاء وهي بالحرة كما ذكر.
ص 331
زمزم: بئر بالمدينة على يمين السالك إلى بئر علي المحرم بعيدة عن الجادة قليلاً في سند الحرة وحوط عليها ببناء مجصص وكان على شفيرها حوض من حجارة تكسر لم يزل أهل المدينة يشربون منها وينقل ماؤها كما ينقل من زمزم مكة ولا يعرف فيها أثر. قال: ولعلها البئر التي احتفرتها فاطمة بنت الحسين بن علي زوج الحسن بن الحسن بن علي عليهم السلام حين أخرجت من بيت جدتها فاطمة الكبرى عليهما السلام وأمرت بحفر بئر فيها فطلع لهم جبل فذكروه لها فتوضأت وصلت ودعت ورشت موضع البئر بفضل مائها وأمرتهم فحفروا فبلغوا الماء بسرعة فالظاهر أنها هذه.

### رحلة العياشي
بئر زمزم:.
- زمزم: وهي قريبة من السقيا على يمين الطريق حتى زعم بعضهم أنها بئر السقيا وهي بئر مليحة في حديقة نخل حولها بركة وبناء.

وسميت زمزم تشبيهاً لها بزمزم في التبرك بها. وكانت إذ ذاك ملكاً لبعض المغاربة المجاورين، فأطعمنا من تمر حديقته، وسقانا من مائها.
وقد عد السيد ـ رحمه الله ـ آباراً متعددة سوى هذه ثم قال: فمن ذكر أنها سبعة فقط قصور منه. وقد اقتصرت أنا على ما شهدت منها وشربت من مائه.
ومن المواضع التي يتبرك بها بالمدينة تربة صعيب. فقد روي أن النبي ﷺ أتى بلحارث (بنو الحارث بن الخزرج: وهم بطن من الخزرج، من الأزد القحطانية. ومنازلهم في السنح وهو موضع قرب المدينة)  فإذا هم روبى (مفرده روبان، أي خاتر البدن والنفس)  فقال: «ما لكم يا بني الحارث روبى؟» قالوا أصابتنا يا رسول الله هذه الحمى. قال: «فأين أنتم من صعيب» قالوا: يا رسول الله ما نصنع به؟ قال: «تأخذون من ترابه، فتجعلونه في ماء فيتفل عليه أحدكم ويقول: باسم الله، تراب أرضنا بريق بعضنا شفاء لمريضنا بإذن ربنا» ففعلوا فتركتهم الحمى. قال طاهر بن يحيى العلوي عقب روايته ذلك عن أبي صعيب، وادٍ دون الماجشونية (حديقة بالمدينة المنورة )، وفيه حفرة مما يأخذ الناس منه. وهو اليوم إذا وَبِيَ إنسان أخذ منه. قال ابن النجار: وقد رأيت أنا هذه الحفرة والناس يأخذون منها، وذكروا أنهم قد جربوه فوجدوه صحيحاً، قال: وأخذت منه أيضاً. قال السيد بعد ذكر ما تقدم: وهذه الحفرة موجودة يأثرها الخلف عن السلف، وينقلون ترابها للتداوي. وذكر المجد أن جماعة من العلماء ذكروا أنهم جربوه للحمى فوجدوه صحيحاً. قال: وأنا سقيته غلاماً لي مريضاً من نحو سنة تواضبه الحمى فانقطعت عنه من يومه. وذكر هو كالمطري أنّ ترابه يجعل في الماء ويغتسل به من الحمى.
قال السيد: فينبغي أن يفعل أولاً ما ورد، ثم يجمع بين الشرب والغسل.
قلت: وقد وصلت أنا إلى موضع هذه الحفرة، وأخذنا من ترابها واستصحبناه معنا لبلادنا بقصد التداوي. وقد نص غير واحد على جواز نقله للتداوي كماء زمزم للتبرك، ولم يزل عمل الناس على ذلك قديماً وحديثاً.
وقد ذكر الاستشفاء أيضاً من الحمى بتراب مشهد حمزة. وقد استشفيت أنا أيام مرضي بالمدينة بتربة صعيب فحصلت بركتها والحمد لله.

### وفاء الوفا
بئر إهاب، وفي نسخة لابن زبالة «بئر الهاب» والأول هو الصواب الذي اعتمده المجد.
- روى ابن زبالة عن محمد بن عبد الرحمن أن رسول الله ﷺ أتى بئر إهاب بالحرة وهي يومئذٍ لسعد بن عثمان، فوجد ابنه عبادة بن سعد مربوطاً بين القرنين يفتل، فانصرف رسول الله صلى الله عليه وسلم، فلم يلبث سعد أن جاء فقال لابنه: هل جاءك أحد؟ قال: نعم ووصف له صفة رسول الله ﷺ ، فقال: ذاك رسول الله ﷺ فالحقه وحله، فخرج عبادة حتى لحق رسول الله ﷺ، فمسح رسول الله ﷺ على رأس عبادة وبارك فيه، قال: فمات وهو ابن ثمانين وما شاب، قال: وبصق رسول الله ﷺ في بئرها.

قال: وقال سعد بن عثمان لولده: لو أعلم أنكم لا تبيعونها لقبرت فيها، فاشترى نصفها إسماعيل بن الوليد بن هشام بن إسماعيل، وابتنى عليها قصره الذي بالحرة مقابل حوض ابن هشام، وابتاع نصفها الآخر إسماعيل بن أيوب بن سلمة وتصدقا بما ابتاعا من ذلك.
قلت: وهي المذكورة في حديث أحمد المتقدم في بدء شأن المدينة وما يؤول إليه أمرها، لقوله فيه «خرج حتى أتى بئر الإهاب، قال: يوشك أن يأتي البنيان هذا المكان».
- وفي حديث عبادة الزرقي أنه يصيد القطا فيرقى بئر إهاب، وكانت لهم، الحديث المتقدم في صيد الحرم، وهي بالحرة الغربية بئر، غير أنها لا تعرف اليوم بهذا الاسم، إلا أن حوض ابن هشام الذي في مقابلتها كان عند فاطمة بنت الحسين التي رجح المطري أنها المسماة اليوم بزمزم. كما سيأتي أيضاً في خبر بئر فاطمة المذكورة، فلما بنى إبراهيم بن هشام داره بالحرة بعد وفاة فاطمة وأراد نقل السوق إليها صنع في حفرته التي بالحوض مثلما صنعت فاطمة، فلقي جبلاً، فسأل إبراهيم بن هشام بن عبد الله بن حسن بن حسن أن يبيعه دار فاطمة، فباعه إياها، أي من أجل البئر التي احتفرتها فاطمة في دارها.
- وقال المطري: إن ابن زبالة ذكر عدة آبار أتاها النبي ﷺ وشرب منها وتوضأ، لا نعرف اليوم شيئاً منها.

قال: ومن جملة ما ذكر بئر بالحرة الغربية في آخر منزلة النقاء، وذكر ما سيأتي في بئر السقيا.
ثم قال ما لفظه: ومنها بئر أخرى إذا وقفت على هذه ـ يعني بئر السقيا ـ وأنت على جادة الطريق وهي ـ يعني السقيا ـ على يسارك كانت هذه على يمينك، ولكنها بعيدة عن الطريق قليلاً في سند من الحرة قد حوط حولها ببناء مجصص، وكان على شفيرها حوض من حجارة تكسر، ولم يزل أهل المدينة قديماً وحديثاً يتباركون بها، ويشربون من مائها، وينقل إلى الآفاق منها، كما ينقل من ماء زمزم، ويسمونها زمزم أيضاً لبركتها.
ثم قال: ولم أعلم أحداً ذكر فيها أثراً يعتمد عليه، والله أعلم أيتهما هي السقيا؟ الأولى لقربها من الطريق، أم هذه لتواتر التبرك بها؟ أو لعلها البئر التي احتفرتها فاطمة ابنة الحسين حين أخرجت من بيت جدتها فاطمة الكبرى، وذكر القصة الآتية في حفرها لبئرها، ثم قال: إن الظاهر أن هذه هي بئر فاطمة، والأولى هي السقيا.
قلت: قوله «إن الأولى هي السقيا» هو الصواب كما سيأتي، وأما قوله «إن الثانية هي بئر فاطمة» فعجيب؛ لأن مقتضى قوله ومنها أنها من جملة الآبار التي ذكرها ابن زبالة أن النبي ﷺ أتاها وشرب منها، وبئر فاطمة بنت الحسين هي التي احتفرتها بعد النبي ﷺ ، وإنما ذكرها ابن زبالة في خبر بناء المسجد، وذكر في آبار النبي ﷺ ما قدمناه في بئر إهاب مع السقيا وغيرهما من الآبار، ثم أفردهما ثانية في سياق ما جاء في الحرة الغربية، وأيضاً فقد ذكر المطري أن البئر المذكورة لم تزل يتبرك بها قديماً وحديثاً، وينقل منها الماء إلى الآفاق، فكيف ترجح أنها المنسوبة لابنة الحسين مع وجود بئر في تلك الجهة ينسب إلى النبي ﷺ إتيانها والبصق فيها؟ فالذي ترجح عندي أن هذه البئر المعروفة زمزم هي بئر إهاب، وقد رأيت عندها مع طرف الجدار الذي بجانبها الدائر على الحديقة آثار قصر قديم كان مبنياً عليها الظاهر أنه قصر إسماعيل بن الوليد الذي ابتناه عليها، وفي شاميها بئر أخرى في الحديقة المذكورة يحتمل أنها هي المنسوبة لابنة الحسين، ولعل حوض ابن هشام كان هناك، والله أعلم.

### مسند الإمام أحمد
(21535) ــ حدّثنا عبد الله حدَّثني أبي حدثنا سليمان بن داود الهاشمي أنبانا إسماعيل ـ يعني ابن جعفر ـ أخبرني يزيد بن خصيفة أن بسر بن سعيد أخبره أنه في مجلس الليثيين يذكرون «أن سفيان أخبرهم أن فرسه أعيت بالعقيق، وهو في بعث بعثهم رسول الله ﷺ فرجع إليه يستحمله فزعم سفيان كما ذكروا أن النبي ﷺ خرج معه يبتغي له بعيراً، فلم يجد إلا عند أبي جهم بن حذيفة العدوي، فسامه له فقال له أبو جهم: لا أبيعكه يا رسول الله، ولكن خذه فاحمل عليه من شئت، فزعم أنه أخذه منه ثم خرج حتى إذا بلغ بئر الأهاب، زعم أن النبي ﷺ قال: يوشك البنيان أن يأتي هذا المكان، ويوشك الشام أن يفتتح فيأتيه رجال من أهل هذا البلد فيعجبهم ريفه، ورخاؤه، والمدينة خير لهم لو كانوا يعلمون، ثم يفتح العراق فيأتي قوم يبسون فيتحملون، فأهليهم ومن أطاعهم، والمدينة خير لهم لو كانوا يعلمون، إن إبراهيم دعا لأهل مكة، وأني أسأل الله تبارك وتعالى أن يبارك لنا في صاعنا، وأن يبارك لنا في مدنا، مثل ما بارك لأهل مكة.

### تحقيق النصرة بتلخيص معالم دار الهجرة
و* منها: بئر أخرى إذا وقفت على هذه المذكورة -(بئر السقيا)- وأنت على جادة الطريق وهي على يسارك كانت هذه على يمينك، ولكنها بعيدة عن الطريق قليلاً، وهي في سند من الحرة قد حوط حولها ببناء مجصص، وكان على شفيرها حوض لم يزل أهل المدينة يتبركون بها ويشربون من مائها، وينقل إلى الآفاق منها كماء زمزم بل ويسمونها: (زمزم) لبركتها.
- قال المطري: ولم أعلم أحداً ذكر فيها أثراً يعتمد - والله أعلم - أيتهما السقيا، الأولى لقربها، أم هذه لتواتر التبرك بها، ولعل هذه هي البئر التي احتفرتها فاطمة ابنة الحسين بن علي زوجة الحسن بن الحسن بن علي حين أخرجت من بيت جدتها فاطمة الكبرى في أيام الوليد بن عبد الملك لما أمر بإدخال الحجرات وبيت فاطمة رضي الله عنها في المسجد كما سبق، وحينئذ بنت دارها في الحرة، وأمرت بحفر بئرها فطلع لهم جبل، فذكروا ذلك لها فتوضأت وصلت ركعتين ودعت ورشت موضع البئر بفضل وضوئها وأمرتهم فحفروا فلم يتوقف عليهم من الجبل شيء حتى ظهر الماء لهم، فالظاهر أنها هذه وأن السقيا هي الأولى لأنها على جادة الطريق، (وينبغي أن يعلم أن هذه البئر قد جددها، واعتنى بالغرس عليها القاضي أبو الفرج زين الدين عبد الرحمن قاضي قضاة الحنفية بالمدينة الشريفة حتى صارت من منتزهات المدينة أيامه).[16]